# Simplicia pannalis
Simplicia pannalis är en fjärilsart som beskrevs av Achille Guenée. Simplicia pannalis ingår i släktet Simplicia och familjen nattflyn. Inga underarter finns listade i Catalogue of Life.